# Владимир Роловић
Владимир Владо Роловић (Брчели, код Бара, 21. мај 1916 — Стокхолм, 15. април 1971) био је учесник Народноослободилачке борбе, друштвено-политички радник СФРЈ и СР Црне Горе, амбасадор и народни херој Југославије.

## Биографија
Рођен је 21. маја 1916. у селу Брчели, код Бара. Потицао је из сиромашне сељачке породице. Детињство је провео у родном селу, где је завршио основну школу. После је, у тешким условима, наставио школовање у барској, пећкој и цетињској гимназији. После завршене гимназије, уписао се на Правни факултет Београдског универзитета.
Још као ђак Цетињске гимназије, определио се за раднички покрет, и врло активно учествовао у свим акцијама омладине, у гимназији, занатском и Спортском друштву „Ловћен“. Године 1935, постао је члан Савеза комунистичке омладине Југославије (СКОЈ), а почетком 1936. и члан Комунистичке партије Југославије (КПЈ). Заједно са Јовом Капичићем је покушао 1937. године да оде да се бори у редовима Интернационалних бригада у Шпанском грађанском рату. Ипак, њихов је покушај осујећен, јер је брод којим је требало да се пребаце у Шпанију заплењен у акцији Југословенске краљевске војске, која је том приликом похапсила и одређени број добровољаца.
До априла 1941. године обављао је разне одговорне партијске дужности. Најпре је радио у техници Месног комитета КПЈ за Београд и Покрајинског комитета КПЈ за Србију, а потом је упућен на политички рад у Црну Гору, где је извесно време руководио Среским комитетом СКОЈ-а, а затим је постао секретар Среског комитета КПЈ за Бар. Године 1940, изабран је у Покрајински комитет КПЈ за Црну Гору. Због револуционарног рада, хапшен је 1935. на Цетињу и 1938. године у Београду.
После Априлског рата и окупације Краљевине Југославије, вратио се у родни крај, где се одмах активно укључио у припреме за устанак. Учесник је Тринаестојулског устанка, као један од вођа устаничке групе Црногорског приморја, која је већ у првим данима уништила све карабинијерске станице од Бара до Будве.
Децембра 1941. године, као борац Ловћенског батаљона, учествовао је у нападу на Пљевља. Када је формирана Прва пролетерска ударна бригада, постављен је на дужност политичког комесара Прве чете Првог (црногорског) батаљона. Учествовао је у многим борбама на Округлици, Жепи, Игману, Улогу, у Жупи, код Калиновика, на Сињајевини. Посебно се истакао у нападима на Коњиц и Ливно, 1942. године, као и у борбама током Четврте непријатељске офанзиве.
Био је руководилац Политодела Петнаесте мајевичке бригаде и Седамнаесте источнобосанске дивизије. На дужност политичког комесара 38. источнобосанске дивизије именован је 1944. године.

### Послератни период
После завршетка Другог светског рата, 1945. године, упућен је на рад у Одељење за заштиту народа Југославије (ОЗН), где је обављао дужности, најпре референта за грађанске странке у Другом одсеку, заједно са Матом Радуловићем, потом и начелника Одељења, и дао велики допринос у уништењу заосталих усташких и четничких група. Након рада у органима безбедности, Роловић је био члан Владе Народне Републике Црне Горе, члан Градског комитета Савеза комуниста Београда, помоћник Савезног секретара за иностране послове и шеф Кадровске службе Савезног секретаријата за иностране послове (ССИП) и амбасадор. Службовао је као посланик и амбасадор у Норвешкој, од 1956. до 1960, затим у Јапану, од 1963. до 1967. и Шведској, од 1970. до 1971. године.
У више сазива је биран за народног посланика Скупштине СР Црне Горе и био је члан Централног комитета Савеза комуниста Црне Горе. Имао је чин резервног генерал-мајора ЈНА.
У Стокхолму је, на дужности амбасадора, 7. априла 1971. године, смртно рањен од групе терориста предвођених Миром Барешићем, а осам дана касније, 15. априла, умро је од последица рањавања, у стокхолмској болници „Света Каролина“. Атентатори Миро Барешић и Анђелко Брајковић су ухваћени и осуђени у Шведској. Његови посмртни остаци су пренети у Београд и 17. априла сахрањени у Алеји заслужних грађана на Новом гробљу у Београду, уз највише државне почасти. Опроштајни говор на сахрани прочитао је Савезни секретар за иностране послове СФРЈ, Мирко Тепавац.
Године 1990. снимљен је документарни филм Амбасадор је убијен у Стокхолму, у издању Центар филма, о убиству Владимира Роловића.
У браку са супругом Браном имао је двоје деце, сина Предрага и ћерку Жану. Његова унука је певачица Јована Николић.
Носилац је Партизанске споменице 1941. и других југословенских одликовања, међу којима су — Орден заслуга за народ са златном звездом, Орден братства и јединства са златним венцем, Орден партизанске звезде са сребрним венцем и Орден за храброст. Председник СФРЈ Јосип Броз Тито, одликовао га је Орденом народног хероја, два дана после рањавања, 9. априла 1971. године. Краљевина Шведска одликовала га је Орденом Поларне звезде.
По њему је названа ОШ „Владимир Роловић” Раковица.